# Morgan Spector
Morgan Spector, född 4 oktober 1980 i Sonoma County, Kalifornien, är en amerikansk skådespelare.
Spector har bland annat medverkat i TV-serierna The Plot Against America och The Gilded Age. Han har även medverkat i filmen Boston Strangler.

## Filmografi (i urval)
- 2010 – The Last Airbender
- 2020 – The Plot Against America (TV-serie)
- 2022 – The Gilded Age (TV-serie)
- 2023 – Boston Strangler
- 2024 – I Don't Understand You
- 2025 – Black Rabbit (TV-serie)